# Črnogorci
Črnogorci (črnogorsko Црногорци/Crnogorci) so pripadniki južnoslovanskega naroda, ki prvenstveno živi na območju Črne gore. Črnogorci govorijo črnogorski jezik, ki je po veljavni ustavi uradni jezik v tej državi. Meja med Črno goro in Srbijo je ena najstarejših nepremaknjenih mej v Jugovzhodni Evropi.
Sam izvor tega naroda je polemika več razprav, v katerih predvsem Srbi spodbijajo trditev, da so Črnogorci samostojen narod, ampak trdijo, da so Črnogorci le Srbi, ki živijo oziroma izvirajo iz Črne gore.
V letih samostojne Črne gore so se večinoma Črnogorci opredeljevali kot pleme Srbov. Leta 1948, ko je bil izveden prvi popis prebivalstva v SFRJ po drugi svetovni vojni, so se prebivalci Črne gore lahko prvič opredelili kot pripadniki samostojnega naroda Črnogorcev.
Sama opredelitev, izvor,... naroda je ponovno postala sporna tema v poznih 90. letih 20. stoletja in prvih letih 21. stoletja, ko se je načelo vprašanje odcepitve Črne gore od skupne države (sprva od ZRJ in potem od Skupnosti Srbije in Črne gore).